# Лагута, Любовь Тихоновна
Любовь Тихоновна Лагута — советский хозяйственный и государственный деятель, лауреат Государственной премии СССР за выдающиеся достижения в труде.

## Биография
Родилась в 1929 году в Улан-Удэ. Член КПСС.
В 1943—1946 гг. — клепальшица Улан-Удэнского авиационного завода.
В 1946—2003 гг. — ткачиха Купавинской хлопчатобумажной фабрики Министерства текстильной промышленности РСФСР.
За высокую эффективность и качество работы при производстве товаров народного потребления была в составе коллектива удостоена Государственной премии СССР за выдающиеся достижения в труде 1981 года.
Делегат XXVI съезда КПСС.
Умерла в 2024 году в Старой Купавне.

## Награды
- Орден Ленина
- Орден Трудового Красного Знамени
- Орден Знак Почёта